# فیصل ابراهیم
فیصل ابراهیم (انگلیسی: Faisal Ibrahim؛ زادهٔ ۲۲ سپتامبر ۱۹۷۶) بازیکن فوتبال اهل اردن بود.
از باشگاه‌هایی که در آن بازی کرده است می‌توان به باشگاه فوتبال الشباب عربستان سعودی و باشگاه ورزشی الوحدات اشاره کرد.
وی همچنین در تیم ملی فوتبال اردن بازی کرده است.